# Läppmittel
Läppmittel oder Läpppulver sind Schleifmittel, die zum Läppen von Werkstücken verwendet werden. Sie befinden sich als Schneidkörner während des Prozesses ungebunden in einem Trägermedium.
Als Läppmittel haben sich Stoffe mit geringer Dichte bewährt. Läppmittel mit hoher Dichte, zum Beispiel Korund (Dichte: 4 g/cm³), sind weniger geeignet, weil hier eine rasche Sedimentation eintritt.

## Beispiele
- Siliciumcarbid grün – eine hexagonale Kristallform – Dichte 3,21 g/cm³ – nicht als Splitterkorn – wird zur Bearbeitung von Glas und weicheren Werkstoffen eingesetzt.
- Siliciumcarbid grau/schwarz – splittert früher und ist zur Ultraschallbearbeitung weniger geeignet, weil sich die Korngröße relativ schnell verkleinert, was eine Änderung der Spaltgröße und damit des resultierenden Bohrungsdurchmessers zur Folge hat. Verwendet werden überwiegend Körnungen zwischen 280 und 400 Mesh.
- Borcarbid – eine tetragonale Kristallform – Dichte 2,51 g/cm³ – ist die zur Keramikbearbeitung meist verwendete Sorte. Das Material wird in der Regel so lange eingesetzt, bis die Suspension mit abgetragenem Werkstoff angereichert ist und ausgetauscht werden muss. Die Abtragleistung bei Glas ist wegen des größeren Keilwinkels der Schneidkanten (ca. 120°) etwas geringer, die Standzeit jedoch wesentlich höher. Eine Neigung zum Bruch der Körner besteht nicht. Lediglich bei der Bearbeitung von Spinell, Rubin oder Siliciumnitrid entsteht ein höherer Kornverschleiß durch Abstumpfen der Kornkanten. Verwendet werden überwiegend Körnungen zwischen 250 und 400 Mesh. Die Standardkörnung ist 280 (ca. 40 µm).
- Diamant und CBN (Kubisches Bornitrid) werden wegen der hohen Beschaffungskosten hauptsächlich zur Bearbeitung von Diamant und PKD (Polykristallinem Diamant), eingesetzt. Die Standzeit ist von der Bearbeitungsaufgabe abhängig.